# ニコライ・ムラヴィヨフ＝アムールスキー
ニコライ・ニコラエヴィチ・ムラヴィヨフ＝アムールスキー伯爵（ロシア語: Николай Николаевич Муравьёв-Амурский ニカラーイ・ニカラーイェヴィチュ・ムラヴィヨーフ・アムールスキイ；ラテン文字転写の例: Nikolai Nikolaevich Muraviyov-Amurskii、1809年8月23日（ユリウス暦8月11日） - 1881年11月30日（ユリウス暦11月18日））はロシア帝国の政治家、外交官、軍人。1847年東シベリア総督に就任後、ロシアの極東政策に深く関わり、1858年のアイグン条約によるロシア領土の大幅な拡大を成し遂げた人物である。また日本と交渉し、樺太の国境線を確定させた。なお、「アムールスキー」は「アムールの」という意味の渾名である。

## 軍人・県知事として
1809年8月11日サンクトペテルブルクに生まれる。1827年陸軍中央幼年学校（幼年団、w:Page Corps）を卒業する。1828年から1829年にかけて露土戦争に従軍し、ヴァルナ包囲w:Siege of Varnaに参加している。その後、1831年ポーランドでおきた十一月蜂起鎮圧にも参加したが健康を害し、1833年に予備役に編入された。しばらく父親の財産を管理していたが1838年に再び軍へ復帰し、カフカスに赴任した。当時カフカスでは、ロシアとカフカスの山岳民族の間でカフカーズ戦争が続いていたが、ムラヴィヨフはこの戦争で戦傷を負った。1840年、黒海沿岸警備を命ぜられる。この時期、北西カフカスのウビフ人を鎮圧している。
1841年、陸軍少将となるが、病気を理由に軍を退役した。退役後、内務省に移りトゥーラ県知事に就任する。県知事としては、県（グベルニヤ）の状況改善に熱心で、農村社会の厚生を確立しようとした。ムラヴィヨフは、個人的には農奴解放を主張する自由主義的な政治思想に共鳴していた。ムラヴィヨフは、皇帝ニコライ1世に対して農奴制廃止を主張する意見具申を行った最初の知事の一人である。請願書を渡された皇帝はこれに無反応だったが、この時以来、皇帝はムラヴィヨフのことを「リベラル」「民主主義者」と呼ぶようになった。

## 東シベリアの統治
1847年、エニセイ県知事兼東シベリア総督に任命される。東シベリア総督職は皇帝が直接任命する職であり、シベリアの東半分からアラスカにまで跨る広範囲の地域を管轄していた。この時ムラヴィヨフは38歳であったため、このような年齢の人物を総督に任命することに対して賛否の声が巻き起こった。ムラヴィヨフの総督としての最初の行動は、役人による公金の横領をやめさせることだった。彼はまた、シベリアや極東の先住民が学校でロシア語を習うよう命令した。彼はシベリアに流された政治的亡命者たちも利用しながらアムール川北部地域への探検や植民も推進した（例えば、ムラヴィヨフの親類であり当時トムスクに流されていた無政府主義者ミハイル・バクーニンは、ムラヴィヨフに招かれイルクーツクで働いた）。ムラヴィヨフのもとにはこうしたロシア帝国の不満分子や流刑者などが集まり、政府の警戒も招くことになる。彼の行動のほとんどは、極東での商取引を拡大させることを目的としていた。宗教を地元先住民の管理のための強力な手段とみた彼は、キリスト教聖堂の新築を支援した他、シャーマニズムや仏教など地元の宗教に対しても支援を行った。
1689年の清とのネルチンスク条約において、ロシアはアムール川の航行権を失っていた。しかし、清国はアムール川最下流の河口部の航行権については主張していなかった。アムール河口部を狙うムラヴィヨフに対し、1848年革命の余波が残るヨーロッパ情勢に忙殺されていた首都サンクトペテルブルクの外交官僚達は、中露関係まで悪化することを恐れて強く抵抗した。にもかかわらず、ムラヴィヨフは清に対してアムールへの権利を主張するなど攻撃的な政策を執ることに固執した。ムラヴィヨフは、海軍軍人ゲンナジー・ネヴェリスコイによるアムール川流域やサハリンへの探検をロシア政府に認可させた。1850年から1853年にかけて、ムラヴィヨフはいくつかの探検隊をアムール川河口およびサハリンに対して送り、ニコラエフスクをはじめとするロシアの前哨がこれらの地に設立された。これは政府内で議論を呼び、前哨の放棄やムラヴィヨフ解任も取り沙汰されたが、ムラヴィヨフの皇帝に対する請願により前哨設置は一転して認可され、ムラヴィヨフも地位を守った。
1853年12月31日（ユリウス暦1854年1月11日）、皇帝ニコライ1世はムラヴィヨフに、アムール川沿いに国境を確立することを清国と交渉する権利、およびアムール河口に派兵する権利を与えた。1854年から1858年にかけてムラヴィヨフは、ゲンナジー・ネヴェリスコイのアムール川探検を後援してこの目的を達成しようとした。
1854年5月最初の探検が行われた。アムール上流のロシア領アルグン川から、蒸気船に率いられた77隻のはしけやいかだによる船隊がアムールを河口に向けて出発した。船隊の一部はそのままオホーツク海を渡ってカムチャツカ半島のアバチャ湾へと送られた。クリミア戦争の余波により、太平洋側のアバチャ湾でも英仏連合軍による攻撃が迫っており、砲兵隊が半島を守るため設置されていた。ムラヴィヨフによる補給により、これらの砲兵隊はペトロパブロフスクを英仏軍の攻撃から守るのに大きな役割を果たした。
1855年の探検隊は最初のロシア人植民者をアムール川河口に送った。ムラヴィヨフはこの頃、英仏に対抗するアメリカ合衆国の支援を引き入れ、清国との交渉を開始した。

## アイグン条約

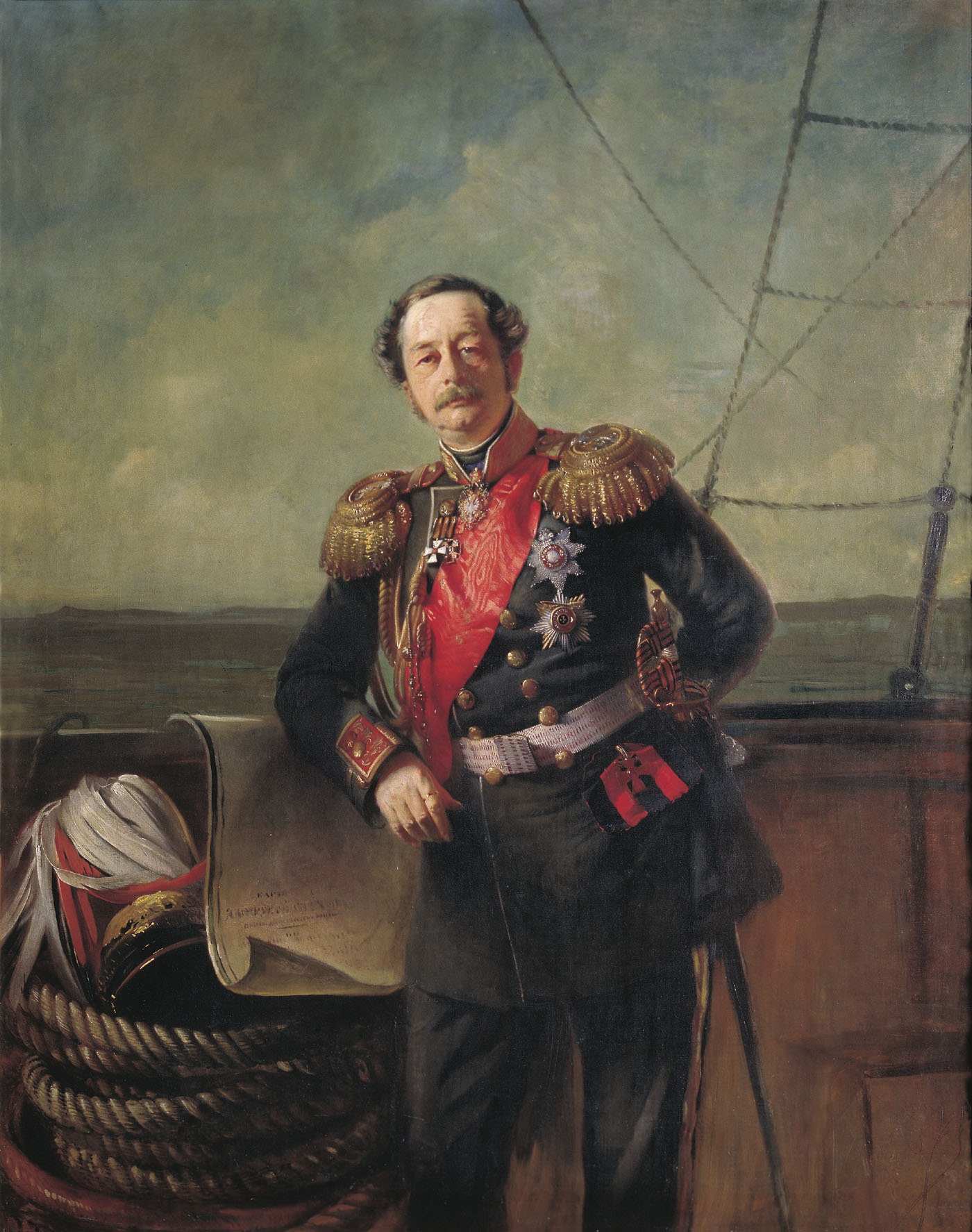
ニコライ・ムラヴィヨフ＝アムールスキーの肖像画（1863年）

日本との修好を成し遂げたエフィム・プチャーチンは1857年に同じく清との全権委員に任命されたが、これはムラヴィヨフの反発を招き、彼はもう少しのところで総督職を辞するところであったが皇帝に慰留された。彼は引き続き、清との硬軟あわせた交渉に臨んだ。
1858年の最後の探検では、ムラヴィヨフは全権委員として太平天国の乱やアロー戦争で疲弊した清との間にアイグン条約を締結し、アムール川左岸を手に入れた。清国の全権委員で黒龍江将軍・奕山をはじめとする清の役人達は、当初アムール川にどのような種類の境界線も設置することを拒み、これらの地域がロシアと清の事実上の共同管理のもとにある現状を追認、維持しようとした。しかし、ムラヴィヨフは清の役人たちに対し、ロシアの意図は中国を助けイギリスの侵略を防ぐことにあり、平和的で建設的なものであると説きつつ武力による威嚇も行い、ついに説得することに成功した。
アイグン条約はアムール川を清とロシアの国境であるとし、ロシアにアムールを通じた太平洋へのアクセスを保障した。この結果、ムラヴィヨフは「アムールスキー伯爵（アムール川の伯爵）」の称号を得た。条約調印を祝って、北京での大々的なイルミネーションやシベリアの諸都市での祭典が行われた。ロシアの得た新領土は満洲のうちアムール左岸の一帯（「外満州」）で、プリアムーリエ（沿アムール、現在のアムール州）、および現在のハバロフスク地方の大部分を含むものだった。1860年の北京条約によってアイグン条約は確認されたうえ、さらに多くの領土（ウスリー地方、および旧沿海州の南部）がロシア領として認められた。
一方でサハリンに関して、早くからこの地への入植や交易を進めていた日本との衝突が予想された。
1859年8月18日、ムラヴィヨフ＝アムールスキーは、自らコルベット「アメリカ」をはじめとする軍艦7隻を率いて日本に来航し、江戸湾の品川に停泊した。彼は軍事力による威嚇を背景に、サハリン全土はロシア領と主張したが、1859年（安政6年）7月26日（8月24日）、虎ノ門天徳寺における会談の席上、江戸幕府は外国事務掛遠藤胤統、酒井忠毘を通してこれを完全に退けている。またこの航海で後に沿海州となる日本海沿岸の調査が行われ、ナホトカ湾などの港湾適地が発見された。
東シベリアの総督として、ムラヴィヨフ＝アムールスキーはアムール川沿岸への植民を進めようとした。これらの試みは、自発的にアムール川流域に移住しようとする人が少なかったため、ほとんどが失敗に終わった。ムラヴィヨフはアムール流域の人口を増やすため、バイカル湖東部のコサック（バイカル・コサック）の軍管区からいくつかの部隊を移さざるを得なかった。また、アムール川の蒸気船運送を組織化して郵便航路を作ろうという試みも失敗に終わっている。
アムール左岸の奪取に対する首都ペテルブルクの官僚達による反対理由の主なものは、新領土を守る住民も兵士も不足しているということだった。このため、ムラヴィヨフ＝アムールスキーは、ネルチンスクの農民に課せられていた鉱山労働を免除するという請願を行い、認められた。これら自由になったネルチンスク農民とバイカルから来たコサックを合わせ、12,000人のアムール・コサックが編成され、各地に入植した。こうしてアムール左岸の防衛の核はコサックとなった。
ムラヴィヨフ＝アムールスキーは東シベリアを二つの地区に分割する提案を行ったが拒否され、1861年に総督職を辞した。ムラヴィヨフの周囲に集まる政治犯らが英米などと組んでシベリアでの蜂起や独立を行いかねないこと、ムラヴィヨフ自身もこうした政治犯や米国人などに親しい自由主義者であることも、彼が慰留されなかった原因にある。彼は国家評議会（参議院）の委員となった。1868年、彼はパリに移住し、時々サンクトペテルブルクでの国家評議会に出席する以外は、1881年に死去するまでパリで暮らした。

## 記念
彼を記念した地名は各地に残っている。ピョートル大帝湾にはムラヴィヨフ＝アムールスキー半島と名づけられた半島があり、先端にウラジオストクが位置する。1992年、ムラヴィヨフ＝アムールスキーの遺体はパリからウラジオストクに移され、市内の中心地に再埋葬された。
また1891年、ムラヴィヨフ・アムールスキーのブロンズ像がハバロフスク近くのアムール川の崖に面して建てられた。1929年にこの像は撤去されレーニン像に代えられたが、1989年にはレーニン像は撤去され、1993年ムラヴィヨフ・アムールスキーの像が再建された。アムール川を渡るハバロフスク橋を望むこのブロンズ像は、2006年7月31日ロシア連邦中央銀行が発行した最高額紙幣の5000ルーブル札に印刷されている。ハバロフスクの中心にある観光客でにぎわう目抜き通りは、ソビエト連邦の崩壊後、カール・マルクス通りからムラヴィヨフ・アムールスキー通りと改名されている。